# 南山宫
24°58′35″N 117°35′05″E / 24.97639°N 117.58472°E
南山宫位于中国福建省华安县华丰镇芹岭村南山东麓，是祀奉“圣祖大仙”和“都统舍人”的庙宇，2006年被列为第六批全国重点文物保护单位。
南山宫始建于南宋德祐元年（1275年），明弘治十八年（1505年）重建，现存建筑为明末清初建筑。大殿为抬梁式木构，面阔三间，进深三间，重檐歇山顶，下檐下设回廊。殿内明间顶部为八角斗栱叠涩、螺旋式藻井。上檐下为五踩斜昂斗栱。